# Kotarō Tachikawa
Kotarō Tachikawa (japanisch 立川 小太郎 Tachikawa Kotarō; * 4. Januar 1997 in der Präfektur Wakayama) ist ein japanischer Fußballspieler.

## Karriere
Tachikawa erlernte das Fußballspielen in der Schulmannschaft der Hatsushiba Hashimoto High School und der Universitätsmannschaft der Osaka University of Health and Sport Sciences. Seinen ersten Vertrag unterschrieb er am 1. Februar 2019 beim AC Nagano Parceiro. Der Verein aus Nagano spielte in der dritten japanischen Liga, der J3 League. Nach zwei Jahren beim AC wechselte er 2021 zum Erstligisten Shonan Bellmare. In drei Spielzeiten kam er bei Bellmare in der Liga nicht zum Einsatz. Im Januar 2024 unterschrieb er einen Vertrag beim Zweitligisten Iwaki FC. Für den Verein aus Iwaki bestritt er 36 Zweitligaspiele. Nach einer Spielzeit wechselte er im Januar 2024 zum ebenfalls in der zweiten Liga spielenden FC Imabari.